# Тайрон (тауншип, Миннесота)
Тайрон (англ. Tyrone) — тауншип в округе Ле-Сур, Миннесота, США. На 2000 год его население составило 564 человека.

## География
По данным Бюро переписи населения США площадь тауншипа составляет 93,7 км², из которых 93,4 км² занимает суша, а 0,3 км² — вода (0,33 %).

## Демография
По данным переписи населения 2000 года здесь находились 564 человека, 212 домохозяйств и 171 семьи.  Плотность населения —  6,0 чел./км².  На территории тауншипа расположено 215 построек со средней плотностью 2,3 построек на один квадратный километр. Расовый состав населения: 98,58 % белых, 0,35 % афроамериканцев, 0,18 % — других рас США и 0,89 % приходится на две или более других рас. Испанцы или латиноамериканцы любой расы составляли 1,42 % от популяции тауншипа.
Из 212 домохозяйств в 32,5 % воспитывались дети до 18 лет, в 77,4 % проживали супружеские пары, в 2,8 % проживали незамужние женщины и в 19,3 % домохозяйств проживали несемейные люди. 16,0 % домохозяйств состояли из одного человека, при том 4,2 % из — одиноких пожилых людей старше 65 лет. Средний размер домохозяйства — 2,66, а семьи — 2,99 человека.
25,4 % населения младше 18 лет, 6,0 % в возрасте от 18 до 24 лет, 26,6 % от 25 до 44, 28,0 % от 45 до 64 и 14,0 % старше 65 лет. Средний возраст — 41 лет. На каждые 100 женщин приходилось 97,2 мужчин.  На каждые 100 женщин старше 18 приходилось 107,4 мужчин.
Средний годовой доход домохозяйства составлял 60 556 долларов, а средний годовой доход семьи —  63 750 долларов. Средний доход мужчин —  42 917  долларов, в то время как у женщин — 27 143. Доход на душу населения составил 22 470 долларов. За чертой бедности находились 2,3 % семей и 4,7 % всего населения тауншипа, из которых 8,8 % младше 18 лет.